# Cacém
Cacém é uma povoação portuguesa componente da cidade de Agualva-Cacém do Município de Sintra. Foi sede da Freguesia do Cacém criada em 3 de Julho de 2001, pela Lei n.º 18-C/2001  , que extinguiu a antiga freguesia de Agualva-Cacém e criou as novas freguesias de Agualva, Cacém, Mira-Sintra e São Marcos. 
Em 2013, no âmbito da reforma administrativa as Freguesias de Cacém e de São Marcos foram anexadas, formando a União das Freguesias do Cacém e São Marcos.
Das duas freguesias constituintes da cidade de Agualva-Cacém, a Freguesia de Cacém-São Marcos é a segunda maior. Em 2011 a antiga freguesia tinha 21 289 habitantes.

## Toponímia
O seu nome deriva do nome Árabe Kasim. Existe na Tunísia uma localidade denominada Kacém, mas não está estudada nenhuma ligação com Cacém.
Mapas do início do século XIX refereciam o lugar Lágea localizado onde hoje se encontra o Largo D. Maria II e Zambujal, no local ainda hoje assim designado (Estação dos Correios).[carece de fontes?]

## Património
- Quinta da Bela Vista
- Quinta de Santa Isabel
- Quinta das Flores
- Quinta de São João
- Quinta dos Ulmeiros

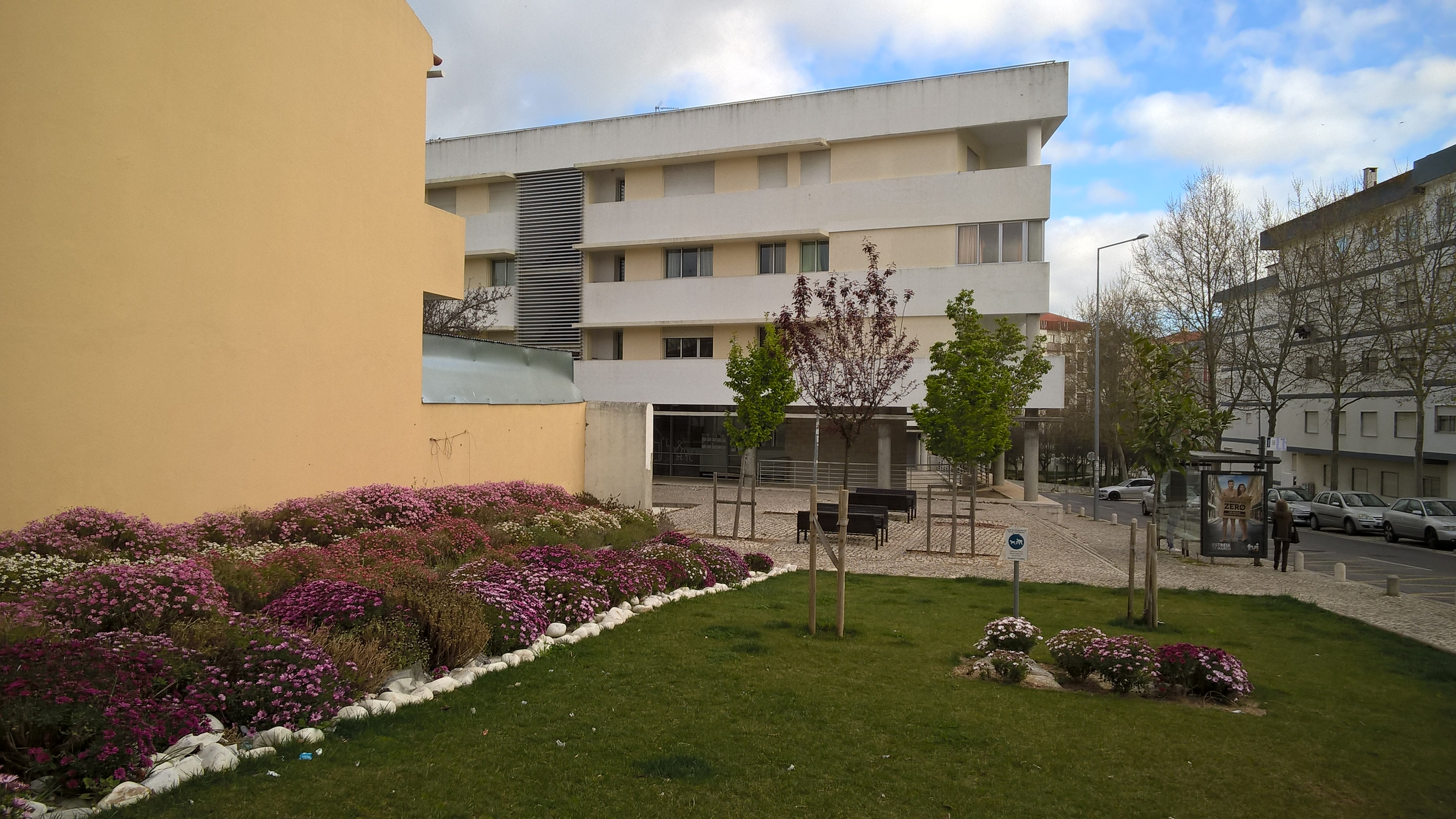
Rua Dr. Custódio Ferrer Brites, em homenagem ao médico que dedicou grande parte do seu saber e prática clínica à população do Cacém

- Chafariz de D. Maria II - foi mandado construir no reinado de D. Maria II, em 1849, sendo ministro o marchal Duque de Saldanha e inspector Barão da Luz; em finais dos anos 50 do século XX foi desmontado; em 1998 voltou colocado no seu local de origem, o largo D. Maria II.
- Largo de D. Maria II - é ainda hoje o lugar de reunião dos habitantes mais antigos do Cacém: à beira do lago do Chafariz, à porta do barbeiro ou bebendo um copo nas tascas/restaurantes da zona.

A Rainha D. Maria II, mandou colocar neste largo um chafariz porque, pensa-se, este era o principal local de passagem no Cacém, nas viagens entre Lisboa e Sintra, dos membros da Casa Real da época.
Diz a tradição, que no Pátio Saladino (actualmente em avançado estado de degradação), existia na época uma cavalariça, onde o Rei mudava frequentemente de cavalos, e daí a necessidade da construção do chafariz.
Devido à obra mandada construir pela Rainha, foi atribuído o seu nome ao largo, bem como à rua que desce até à baixa do Cacém.
A ligação ferroviária entre Lisboa e Sintra, concluída em 1887, veio trazer um grande desenvolvimento à localidade. Foi a partir dos anos 1960 que se deu um maior crescimento desta zona. As principais atividades económicas são o comércio e serviços.

## Personalidades
- Joaquim Ribeiro de Carvalho, 1880-1942, proprietário da Quinta da Bela Vista, político da Primeira República, jornalista, escritor, poeta e tradutor. Existe na freguesia uma rua com o seu nome, que começa junto do portão da referida Quinta. Dá hoje nome a um agrupamento escolar no Cacém.

## Educação
- Escola Secundária Gama Barros
- Agrupamento de Escolas Ribeiro de Carvalho (Agrupamento Dona Maria II)
- Agrupamento de Escolas António Sérgio (Agualva)
- Escola Secundária Ferreira Dias (Agualva)
- Escola Secundária Matias Aires (Agualva)
- Escola Secundária D. Domingos Jardo (Mira Sintra)

## Equipamentos Públicos

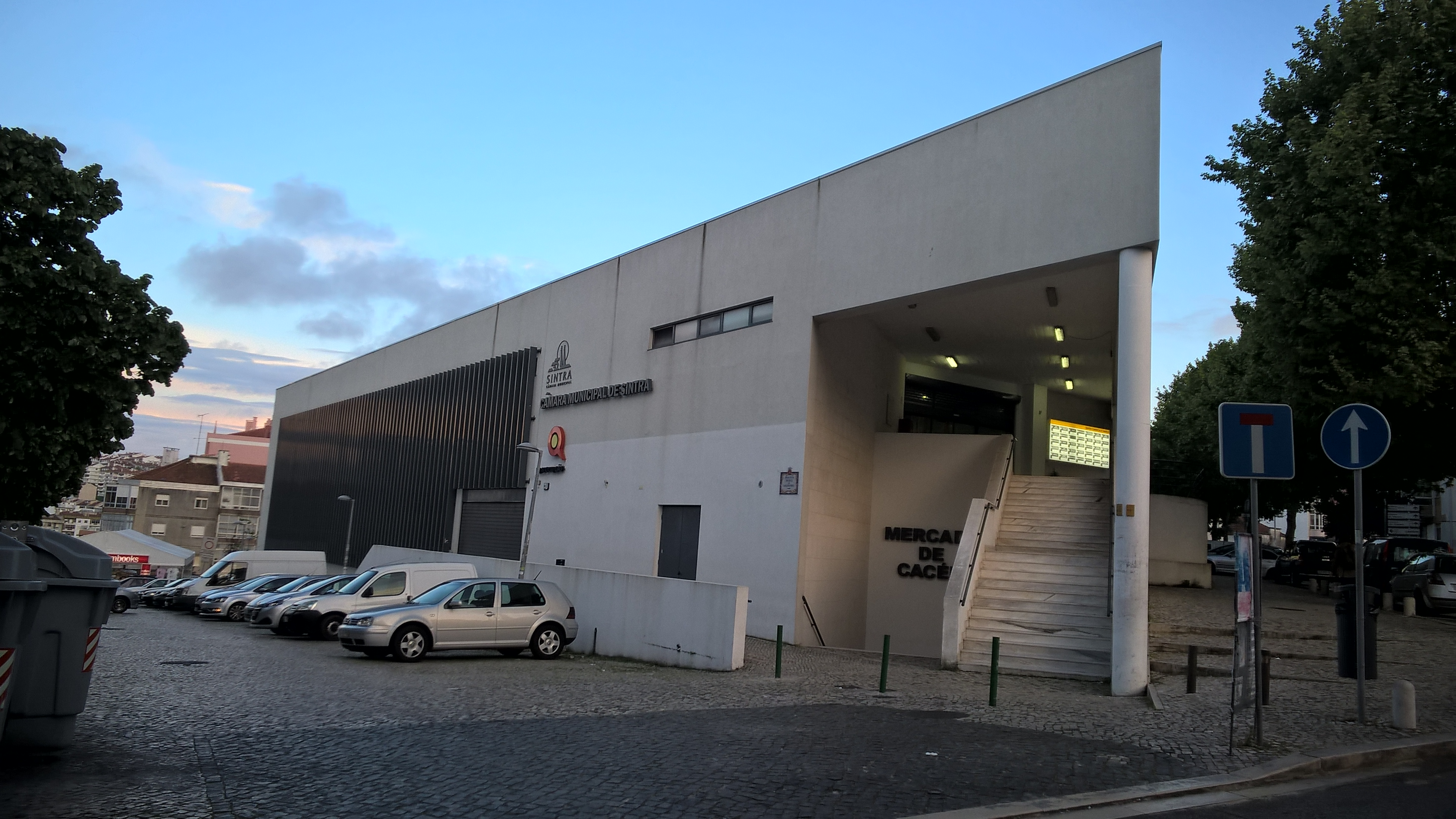
Loja do cidadão e mercado de Cacem

- Unidade de Cuidados de Saúde Personalizados Olival(CS Agualva-Cacém)
- Mercado do Cacém
- Auditório municipal António Silva
- Repartição das Finanças - Sintra 3
- Estação dos Correios do Cacém
- Parque Urbano de Agualva Cacém (Parque Linear da Ribeira das Jardas)
- Gabinete de Apoio ao Munícipe - Delegação Municipal do Cacém

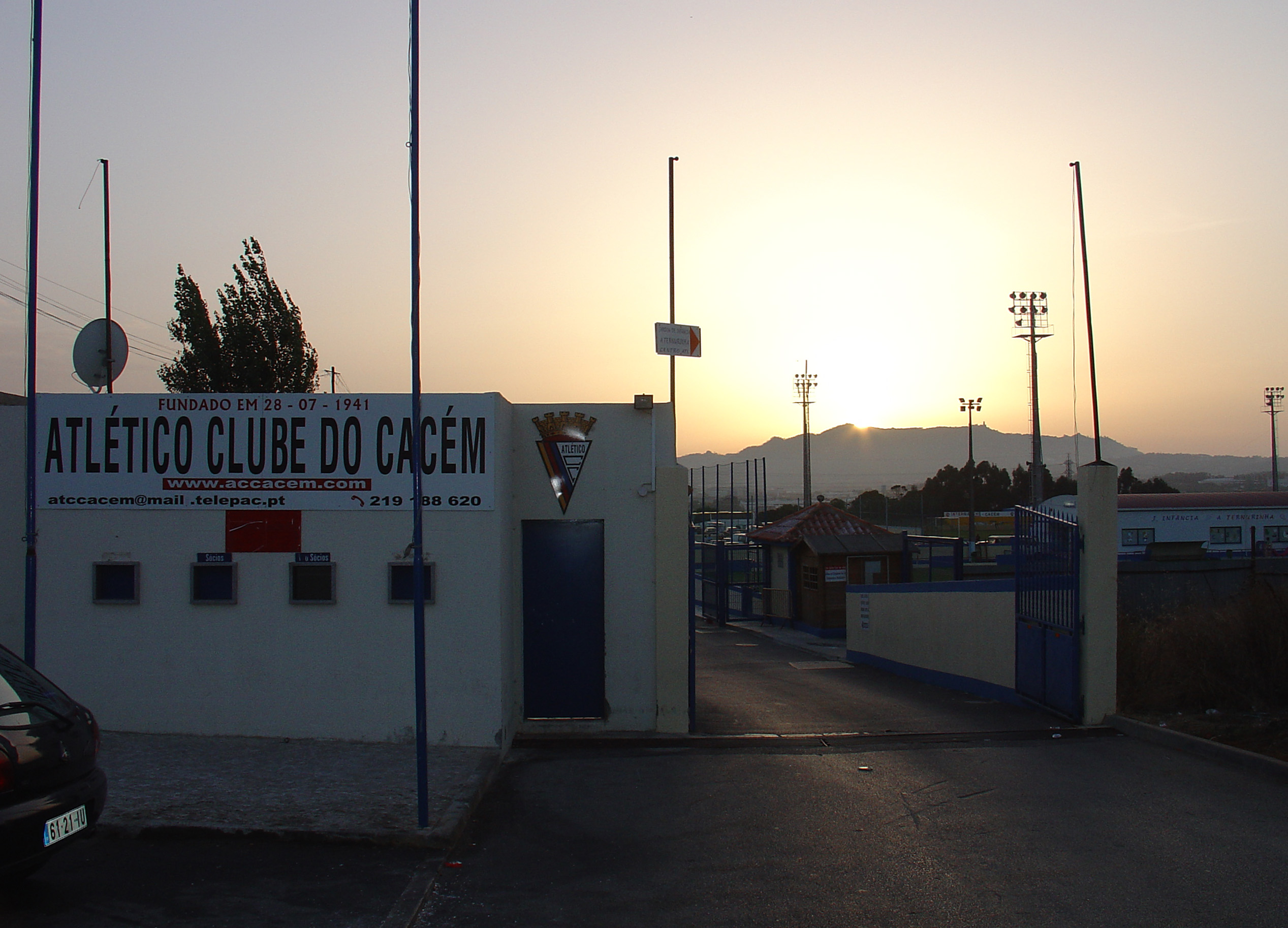
Cacém - Complexo desportivo do Atlético Clube do Cacém (Agosto de 2006).

## Desporto
- Atlético Clube do Cacém - fundado em 28 de Julho de 1941; Instituição de Utilidade Pública; na época de 2007-2008 participou na 3.ª Divisão Nacional.[2]